# یوبیک
یوبیک (Ubik) یک رمان علمی‌تخیلی از فیلیپ کی. دیک نویسنده آمریکایی است که در سال ۱۹۶۹ منتشر شد. این کتاب یکی از شناخته‌شده‌ترین کتاب‌های دیک است. مجله تایم در سال ۲۰۰۹ این کتاب را یکی از ۱۰۰ رمان بزرگ از سال ۱۹۲۳ دانست. لو گراسمن، منتقد مجله تایم در نفدی که بر این کتاب نوشته، آن‌را «یک داستان ترسناک اگزیستانسیالی مشوش‌کننده، یک کابوس که هیچگاه نمی‌توانید مطمئن باشید که از آن برخاسته‌اید» توصیف کرده‌است.

## خلاصه داستان
سال ۱۹۹۲ است، بعضی از انسان‌ها با توانایی‌هایی همچون پیش‌بینی آینده نزدیک، تله‌پاتی، قدرت تغییر تصور دیگران و غیره به دنیا می‌آیند. برخی دیگر نیز با قدرت خنثی کردن بعضی از قدرت‌های دیگران زاده شده‌اند. در این شرایط شرکت‌هایی به وجود آمده‌اند که مردم عادی می‌توانند با رجوع به این شرکت‌ها خدمات این افراد را بکار بگیرند (شرکت ری هالیس بزرگترین این شرکت‌هاست). در مقابل، شرکت‌هایی نیز وجود دارند که می‌توان از آن‌ها در مقابل افرادی که قدرت‌های مخصوص دارند استفاده کرد که برای حفظ حریم شخصی و مقابله در برابر جاسوسی‌ها و غیره بکار می‌روند و بزرگترین این شرکت‌ها، شرکت فردی به نام گلن رانسیتر است که با کمک و مشورت همسرش اِللا، که سال‌هاست مرده اما با فناوری نیمه‌زندگی او را در حال انجماد نگه داشته‌اند اداره می‌شود. اللا در یکی از مراکز نگهداری از نیمه‌زندگان در زوریخ است که در آن حداقل هوشیاری افراد برای ارتباط با درگذشتگان فراهم می‌شود.
داستان کتاب حول جو چیپ می‌گذرد که مسئول اندازه‌گیری استعدادهای افراد استخدامی در شرکت رانسیتر است. به نظر می‌رسد که یکی از تجار مشهور جهان آن‌ها را به صورت ناشناس برای مأموریتی مهم در ماه استخدام کرده و یازده تن از بهترین افراد آن‌ها را می‌خواهد. رانسیتر و چیپ در این مأموریت به همراه افراد خود می‌روند و در آنجا متوجه می‌شوند که این یک تله بوده‌است. انفجاری باعث کشته شدن گلن رانسیتر می‌شود و آن‌ها با فرار و بازگشت به زمین سعی می‌کنند پیش از آنکه دیر شود او را به مرکز نیمه‌زندگان برسانند.
اما اتفاقاتی در ادامه می‌افتد و تغییراتی در جهان پیرامون این گروه روی می‌دهد که کم‌کم به شک می‌افتند که آیا واقعاً زنده هستند؟ و اینکه چه کسی مرده و چه کسی زنده است؟ هر فصل کتاب با تبلبغ یکی از خواص جادویی یک قوطی اسپری با نام یوبیک شروع می‌شود که به نظر می‌رسد دوای درد این گروه هم باشد.